# Poésie didactique latine
La poésie didactique est un genre littéraire de l’Antiquité gréco-latine où l’auteur vise à transmettre des connaissances ou à instruire son lecteur dans un domaine quelconque : agriculture, amour, astronomie, chasse, équitation, maniement des armes, nature, philosophie, poésie, rhétorique, sciences, etc. Influencés par des auteurs grecs comme Hésiode, Empédocle ou Aratos de Soles, les auteurs latins ont largement perpétué la tradition de la poésie didactique.

## Poésie didactique latine
Pour analyser leurs œuvres à la lueur de ce genre littéraire, il est non seulement utile, mais aussi pertinent d’utiliser la théorie développée par Katharina Volk dans son ouvrage The Poetics of Latin Didactic. Lucretius, Vergil, Ovid, Manilius (Oxford : Oxford University Press, 2002) dans lequel elle énonce quatre critères pour définir ce genre :
- Une intention didactique explicite de la part de l’auteur
- Le développement d’une relation maître/élève
- Une intention poétique explicite de la part de l’auteur
- La création d’un effet de simultanéité poétique dans l’ouvrage

Une mise en contexte de ces critères et leurs limites a été faite sur la page consacrée à la poésie didactique.

### Analyse du corpus des poèmes didactiques latins

#### De rerum naturade Lucrèce
De rerum natura de Lucrèce peut être considéré comme le poème didactique typique. Ce poème partage des points communs avec la poésie épique, notamment par la longueur et l’utilisation de l’hexamètre dactylique. Bien que Lucrèce imite Ennius et Homère, il est généralement admis qu’Empédocle, le poète didactique grec, fut la principale inspiration de Lucrèce. Lucrèce reconnut lui-même que De rerum natura est un texte particulièrement technique et difficile à traiter en vers latins.

##### Intention didactique
La relation entre la poésie et l’enseignement est particulière chez Lucrèce puisque son modèle, Épicure, était lui-même ouvertement opposé à la poésie. Beaucoup de spécialistes considèrent que le Lucrèce épicurien et le Lucrèce poète n’ont jamais été totalement réconciliés : le contraste entre l’épicurien et le poète, le rationaliste et le spiritualiste, entre l’optimiste et le pessimiste ont éventuellement poussé Lucrèce à la folie et au suicide. Le poème prend la forme d’un dialogue entre les personae de l’auteur et du lecteur et le ton suggère l’urgence, parfois même l’agressivité. Le De rerum natura est, du début à la fin, une longue et passionnante discussion, méticuleusement organisée et menée implacablement. La logique impitoyable du texte ne laisse aucune échappatoire au lecteur. Épicure veille à ce que ses élèves mémorisent les points centraux de sa doctrine ; de la même manière, Lucrèce répète les points importants afin de les fixer durablement dans l’esprit de ses élèves et ce « martèlement » des points saillants de son œuvre est l’une des stratégies pédagogiques pour transmettre son message. Il implique son interlocuteur en utilisant de façon répétée des verbes et des pronoms à la première personne du pluriel ; le maître et l’élève sont partenaires dans une entreprise conjointe de compréhension.
Une autre stratégie consiste à utiliser le datif éthique, une forme grammaticale employée dans un discours afin de signaler l’implication personnelle de l’interlocuteur. Par exemple, Lucrèce emploie de façon répétée la phrase ne tibi res redant ad nilum funditus omnes (I, 673 et 797 ; 2, 756 et 864) qui implique que si quelqu’un nourrit de mauvaises idées sur la nature de l’univers, en croyant que tout peut retourner au néant, ce sera sa responsabilité personnelle.

##### Relation maître-élève
Lucrèce ne donne pratiquement pas d’informations au sujet de sa propre personne et, bien qu’il se réfère à un élève appelé Memmius onze fois dans le poème (livres 1,2 et 5) et qu’il l’interpelle aussi à la deuxième personne durant tout le texte, ce personnage demeure indéterminé. Il faut donc surtout comprendre Memmius comme une création du poète lui-même, typique de la poésie didactique.
Memmius apparaît comme un être remarquablement antipathique, ne voulant pas apprendre et même tout bonnement stupide. Le maître anticipe continuellement les manques d’attention de l’élève et ses visions erronées des choses. Tout le long du poème, le maître présume de l’errance de l’élève et de cela découle un agressif et condescendant ton de paternalisme. Le lecteur ne voulant pas être identifié à Memmius, il acceptera d’autant plus volontairement les propositions intellectuellement supérieures du maître. Finalement, une dernière stratégie pour impliquer l’élève dans le processus d’apprentissage consiste à créer un quasi-dialogue. Ceci est une particularité de l’œuvre de Lucrèce, car la poésie didactique est traditionnellement axée sur un monologue du maître. Le poète s’efforce de donner la parole à Memmius, par exemple par un nonne uides…? auquel il est possible d'imaginer l’élève répondre par un « oui, bien sûr ».

##### Intention poétique
Si la persona de Lucrèce est un enseignant dévoué, absolument convaincu de sa mission, elle est aussi un poète tout aussi sérieux. En fait, il n’est pas possible de distinguer son enseignement de sa poésie. La conscience poétique de l’auteur est manifeste : il se réfère continuellement aux expressions uersus (vers) et carmen (poème) pour décrire son œuvre. Cela est particulièrement clair lorsqu’il demande assistance à Vénus dans le proême de son premier livre (I, 24-26). Un fait saillant du De rerum natura est l’intention de l’auteur d’utiliser la poésie afin d’aider les élèves à assimiler les principes philosophiques arides d’Épicure, son modèle. Dans les extraits suivants, il est clair que la poésie procure un avantage à l’apprentissage des enseignements du philosophe grec en rendant l’assimilation de principes difficiles plus agréable :
De rerum natura, 1, 943-948: sic ego nunc, quoniam haec ratio plerumque uidetur

tristior esse quibus non est tractata, retroque

uolgus abhorret ab hac, uolui tibi suauiloquenti

carmine Pierio rationem exponere nostram

et quasi musaeo dulci contingere melle.
« De même, comme nos enseignements paraissent amers à ceux qui ne les ont point encore savourés,

et que la foule les rejette, j'ai voulu t'exposer ce système

dans la langue mélodieuse des Piérides,

et le dorer, en quelque sorte, du miel de la poésie ».
De rerum natura, 1, 931-934: primum quod magnis doceo de rebus et artis

religionum animum nodis exsoluere pergo,

deinde quod obscura de re tam lucida pango

carmina musaeo contingens cuncta lepore.
« d'abord, parce que mes enseignements touchent à de grandes choses,

et que je vais affranchissant les cœurs du joug étroit de la superstition;

ensuite, parce que je fais étinceler un vers lumineux sur des matières obscures,

et que je revêts toute chose des grâces poétiques ».

##### Simultanéité poétique
Dans les vers 1, 24-26, le personnage prend soin de mentionner l’objet de son propos (de rerum natura) et son élève (Memmiadae nostro) et indique clairement que l’œuvre en devenir est de la poésie (uersibus) et il crée un sens du commencement le verbe conor : il crée donc un effet de simultanéité poétique. La poésie de Lucrèce démontre à la fois de la confiance en soi et de la simultanéité. Le maître est continuellement en train de se référer à ses propres paroles en même temps que l’élève écoute. Lorsque le maître s’apprête à livrer son enseignement, il prend soin d’annoncer la façon dont il va s’y prendre. C’est notamment le cas au livre 4 lorsque l’auteur synthétise le matériel déjà traité avant d’annoncer de nouveaux thèmes.
À noter enfin qu’alors que la simultanéité poétique se présente traditionnellement comme une composition orale, le texte du De rerum natura contient certaines analogies suggérant que la poésie est plutôt un art écrit.

#### Géorgiquesde Virgile
Les Géorgiques  (en latin Georgica ) est une œuvre du poète latin Virgile publiée aux environs de 29 av. J.-C. Le poème se divise en quatre livres, est composé en hexamètre dactylique et porte d'une manière générale sur l'agriculture.

##### Intention didactique
Cette œuvre est souvent reconnue comme un poème didactique parce qu'elle présente une matière technique sous une forme versifiée. Ainsi, dès l'amorce du poème, Virgile affiche sa volonté didactique en annonçant l'aspect pratique de son chant :
Georgica, 1-5: Quid faciat laetas segetes, quo sidere terram

uertere, Maecenas, ulmisque adiungere uitis

conueniat, quae cura boum, qui cultus habendo

sit pecori, apibus quanta experientia parcis, 

hinc canere incipiam.
 « Quel art fait les grasses moissons ; sous quel astre,

Mécène, il convient de retourner la terre et de marier aux ormeaux les vignes ;

quels soins il faut donner aux bœufs, quelle sollicitude apporter à l'élevage du troupeau ;

quelle expérience à celle des abeilles économes,

voilà ce que maintenant je vais chanter ».
Virgile, énonce tout le contenu pratique de l'œuvre en plus d'annoncer les thèmes propres à chacun des quatre livres. Bien que les thèmes abordés par Virgile ne couvrent pas l'ensemble de la réalité agricole, il ne faut pas nier l'importance de l'agriculture dans l'entreprise poétique derrière les Géorgiques. En même temps, il est important de remarquer que, si les thèmes semblent tirés d'un traité d'agriculture, le poète annonce que son activité sera bien celle de chanter (canere). Comme le fait remarquer Katharina Volk, Virgile insiste sur la valeur didactique de son œuvre au deuxième livre des Géorgiques. En effet, le poète y fait référence à l'ouvrage Les Travaux et les jours du poète grec Hésiode : Ascraeumque cano Romana per oppida carmen (II, 176 : « Je chante le poème d'Ascra par les villes romaines »). L'expression ascraeum carmen fait référence à la cité qui inspira Hésiode. Tout en insistant sur le caractère romain de l'entreprise (per oppida Romana), cette référence vient inscrire le poète latin à la suite du Grec et, par le fait même, dans ce que l'on considère souvent comme la tradition de la poésie didactique antique. En plus d'Hésiode, il faut bien voir, avec Volk et Goelzer, que Virgile tire son œuvre d'une vaste culture livresque. Nicandre, Aratus et Lucrèce fournissent le bagage scientifique nécessaire à l'écriture des Géorgiques. Ces sources bien qu'elles soient de caractère scientifique, possèdent aussi un caractère poétique, et autant leur contenu que leur expression a pu influencer le poète latin. Ainsi, la simple expression des intentions et les sources dans lesquelles puise Virgile ne permettent de trancher entre l'aspect didactique et l'aspect poétique de son œuvre.

##### Relation maître-élève
La poésie signale souvent sa fonction didactique par une relation maître-élève mise en scène dans le texte. Virgile, dans les Géorgiques, fait mention principalement de deux destinataires : les agriculteurs et Mécène. Si Mécène est mentionné dès la deuxième ligne du poème, il faut attendre le vers 48 pour qu'une mention explicite soit faite à l'avari agricolae. Une certaine pitié pour ces « ruraux » peut même être perçue dans l'expression ignaros viae agrestis qui les désigne en I, 41. Dans la suite du texte, Virgile s'adresse directement au paysan au futur ou à l'impératif : « tu laisseras les champs se reposer une année» (v. 71), « Implorez des hivers sereins, paysans ! » (v. 100).
À la différence d’Henri Goezler qui a tendance à écarter l'aspect didactique du poème au profit de l'entreprise morale du poète et de Gretchen Kromer chez qui Virgile s'adresse avant tout au genre humain, Katharina Volk propose une concomitance des deux destinataires grâce à un jeu d'adresse semblable à celui du théâtre : « I suggest that a way to reconcile the two is to conceive of what one might call the speaking situation of the Georgics as follows: throughout the poem, the poet/persona is in the process of instructing the farmers, that is, of composing a didactic poem; while he is doing this, he is, as it were, at the same time talking to Maecenas, telling him, in a very self-conscious way, about what he is in the process of doing, that is, about his ongoing poem. His addresses to Maecenas are thus, in a sense, spoken aparte ».
En ce sens, il vaudrait mieux de ne pas voir les divers destinataires des Géorgiques comme se niant les uns et les autres. Au contraire, cela marque l'effort de synthétiser deux pratiques qui seraient, d'une part, la transmission d'un savoir agricole dans le cadre d'un « retour à la terre » et, d'autre part, le chant poétique destiné à célébrer la grandeur retrouvée de Rome avec le retour de la paix.

##### Intention poétique
Après avoir montré que Virgile propose une matière didactique destinée à des agriculteurs, et que cette matière est prise en charge par un chant poétique, il convient d'éclaircir ce qui apparaît comme les intentions poétiques derrière les Géorgiques. Au canere incipiam, « je vais dès maintenant chanter », cité plus haut et qui ouvre le poème, il faut mettre en parallèle le canebam, « je chantais  », de la fin du quatrième livre (vers 559). Le poète vient donc encadrer son ouvrage par l'expression explicite que son œuvre est un chant, à venir ou accompli. Un autre exemple souligne le caractère modeste de son entreprise :
Georgica, II, 39-46: Tuque ades inceptumque una decurre laborem,

o decus, o famae merito pars maxima nostrae,

Maecenas, pelagoque uolans da uela patenti.

Non ego cuncta meis amplecti uersibus opto,

non, mihi si linguae centum sint oraque centum,

ferrea uox. ades et primi lege litoris oram;

in manibus terrae. non hic te carmine ficto

atque per ambages et longa exorsa tenebo.
« Et toi, viens à mon aide et parcours avec moi la carrière commencée,

ô ma gloire, ô toi à qui je dois la plus grande part de ma renommée,

Mécène, déploie nos voiles et vole sur la mer libre.

Je ne souhaite pas de tout embrasser dans mes vers;

non, quand j'aurais cent langues, cent bouches et une voix de fer.

Viens à mon aide et longe le bord de la côte;

les terres sont à la portée de nos mains : je ne te retiendrai pas ici par des fictions de poète

ni par de vains ambages et de longs exordes ».
Dans cet extrait, Virgile, modeste, met de l'avant son besoin d'assistance et son penchant pour un sujet circonscrit. Il oppose alors la terre à la mer et vient se situer à un point intermédiaire quand affirme qu'il navigue près du rivage. De plus, son intention poétique se construit par la négative, en refusant les détours et les longs exordes de la carmine ficto (traduit ici par fiction). Cette attitude lui permet alors de s'attacher au rivage ou, autrement dit, de garder une proximité avec la terre. Le jeu poétique ici mis en lumière permet à Virgile de rassembler plusieurs aspects de sa poésie. Le poète, tout en invoquant Mécène, situe sa pratique entre deux pôles : le rivage et le large. La terre évoque le lieu de la vie agricole ainsi que, par extension, l'Italie, alors que le large évoque les récits d'Homère, notamment les périples maritimes d'Ulysse durant son retour à Ithaque. Par cette métaphore du poète naviguant près du rivage, les Géorgiques présentent une conscience poétique accrue, voire un jeu entre les tensions existantes entre le didactisme et l'élan poétique. Le poète, en se fiant à ce passage, semble à la recherche d'un équilibre entre ces deux pôles.

##### Simultanéité poétique
La prise en charge de ce projet poétique, en plus de la relation maître-élève, passe, entre autres, par la présence du poète dans son œuvre. Virgile use de différents artifices afin de produire un effet de simultanéité entre l'écriture et la lecture du poème. De la liste plus exhaustive proposée par Volk, nous pouvons signaler les canere incipiam et canebam déjà évoqués plus haut dont la première personne du singulier signale la présence du poète dans le récit. Cette présence est aussi rendue sensible par différentes ruptures dans la narration dont certaines interpellations directes comme celles à Mécène et la formule nonne vides (I, 56), aussi présente chez Lucrèce.

##### Autres caractéristiques
Par ailleurs, d'autres procédés permettent de marquer l'engagement du poète dans son œuvre et donnent un éclairage différent sur celle-ci. Si Volk porte une attention au développement des choix poétiques qui se construisent à même l'œuvre, Henri Goelzer souligne la morale proprement romaine de Virgile. La promotion des valeurs antiques romaines et la piété du poète donneraient son souffle à l'œuvre et expliqueraient les différentes digressions : « l'esprit du poème s'y exprime amplement et l'auteur y traduit en beaux vers les sentiments moraux et religieux qu'il veut ranimer ou faire naître dans l'âme de ses lecteurs ». À sa manière, Roger Lesueur vient remettre en question les positions de Volk et de Goelzer en proposant une lecture qui souligne l'humour présent dans le quatrième livre. Il insiste sur le jeu d'antiphrases et la fausse modestie de Virgile afin de marquer l'ironie à l'œuvre dans ses vers, notamment dans la litote : In tenui labor at tenuis non gloria (IV, 6). Virgile signalerait ainsi sa présence par différents jeux comiques qui fonctionneraient comme différents clins d'œil faits à son lecteur. Ces fantaisies deviendraient alors l'expression de l'originalité même du poète et, pour Lesueur, c'est cette recherche de fantaisie qui animerait le poète dans l'écriture des Géorgiques. La posture du poète et ses intentions par rapport à son texte demeurent sujettes à discussion.

#### Trois poèmes didactiques d'Ovide
Ovide (Publius Naso Ovidus, 20 mars 43 av. J-C. – 17 ap. J.-C.) a écrit trois poèmes didactiques : l’Ars Amatoria, ou l’Art d’aimer, un ouvrage en trois livres dans lequel Ovide donne des conseils de séduction; les Remedia Amoris, les Remèdes à l’amour, une œuvre en 814 vers dans laquelle il propose au lecteur diverses stratégies pour se sortir d’échecs amoureux ; les Medicamina faciei femineae, ou Les produits de beauté pour le visage de la femme, dont il ne reste que les cent premiers vers, et dans lequel il expose diverses recettes de produits de beauté.

##### Intention didactique
La poésie didactique ovidienne se place dans la lignée des auteurs de prose didactique, dont les œuvres portent sur des sujets techniques : Caton l’Ancien, avec son De Agricultura, Varron, avec son De Lingua Latina et Vitruve, avec son De Architectura. En effet, Ovide présente l’amour comme une technique, un art dont il est le maître. En effet, l’emploi du terme ars était habituellement réservé aux sujets techniques, comme la grammaire ou la rhétorique. Plus encore, le plan de l’Ars Amatoria évoque, sans le copier parfaitement, celui des traités de rhétorique :
- L’inuentio, c’est-à-dire la recherche d’idées, d’arguments, correspond au choix de la personne à aimer ;
- La dispositio, le choix du plan à adopter pour que les arguments aient plus de force, correspond aux intermédiaires et aux circonstances favorables à l’amant pour que ses avances soient accueillies favorablement ;
- L’elocutio, le choix d’un style de discours, correspond au choix, toujours pour l’amant, de lettres à écrire ou de paroles à dire ;
- Finalement, l’actio, l’attitude qu’un orateur doit adopter, correspond à la tenue et l’apparence physique de l’amoureux.

##### Relation maître-élève
La relation maître-élève est bien établie dans la poésie didactique ovidienne. Dès le début de l’Ars Amatoria, Ovide exprime que l’œuvre s’adresse à quelqu’un qui ignore tout de l’art d’aimer, son élève à qui ses poèmes sont destinés :
 Ars Amatoria, I, 1-2 : Siquis in hoc artem populo non novit amandi, 

Hoc legat et lecto carmine doctus amet.
« Si parmi vous, Romains, quelqu'un ignore l'art d'aimer,

qu'il lise mes vers; qu'il s'instruise en les lisant, et qu'il aime ».
Au cours des vers suivants, Ovide se présente en maître : son poème est dicté par l’expérience (I, 29) et il se propose d’être le précepteur de l’Amour, celui qui va révéler comment le dompter et le soumettre ; il se compare à Chiron, le précepteur d’Achille :
Ars Amatoria, I, 17 : Aeacidae Chiron, ego sum praeceptor Amoris
« Chiron fut le précepteur du fils de Pélée; moi je suis celui de l'amour ».
Ovide se crée ainsi une persona, une identité littéraire alternative qui est celle du praeceptor amoris, le précepteur de l’amour, par opposition à la « vraie personne » d’Ovide ; ce praeceptor fait à la fois partie de la tradition élégiaque et didactique : comme les poètes didactiques, Ovide affiche son intention d’enseigner une ars, dont il affirme avoir l’expérience. Mais il est avant tout un amoureux, en quelque sorte l’Ovide des Amores qui aurait vieilli.

##### Intention poétique
Les intentions poétiques d’Ovide sont claires : son œuvre utilise le distique élégiaque. De plus, il proclame lui-même la nature de son œuvre : Ovide emploie le verbe latin cano, chanter, référence au genre poétique, pour annoncer ce qu’il va dire et qualifie l’Ars Amatoria de carmen, de poème. De plus, dans les Remedia Amoris, Ovide proclame être pour l’élégie ce que Virgile fut pour l’épopée :
Remedia amoris, 395-396 : Tantum se nobis elegi debere fatentur

Quantum Vergilio nobile debet epos.
« L'élégie avoue qu'elle ne m'est pas moins redevable que la noble épopée à Virgile ».

##### Simultanéité poétique
L’Ars Amatoria et les Remedia Amoris font également état de simultanéité poétique. En effet, par l’emploi de futur, Ovide donne l’impression d’être en train de déclamer son poème. Par exemple, les verbes chanter au livre I de l’Ars Amatoria (vers 30 et 33) sont au futur; dans les Remedia Amoris, il se met en scène en plein discours :
Remedia amoris, 406 : Et pudet, et dicam
« Je rougis de le dire, mais je le dirai ».

##### Particularités
La poésie didactique ovidienne soulève certaines questions quant à son sérieux : « l’Ars Amatoria et les Remedia Amoris seraient-ils des parodies de la poésie didactique, Ovide se moquerait-il d’elle ? » Selon Alain Demetz, dans son livre Le miroir des Muses, la qualité parodique repose sur un décalage que le lecteur perçoit soit au niveau de l’énoncé, de la forme, soit au niveau de l’énonciation, du contenu. Dans le premier cas, le décalage s’opère quand Ovide brise ou plie les règles du genre de la poésie didactique. L’usage du distique élégiaque exprime bien cela. En effet, Ovide rompt avec la tradition didactique qui utilisait jusqu’alors exclusivement l’hexamètre dactylique : Ovide se place plutôt dans la continuité de ses propres travaux, puisqu’il reprend la versification de ses Amours. Dans le second cas, il s’opère quand les paroles ne sont pas conformes aux agissements de celui qui les prononce. Par exemple, la dénomination ars, art, était attribuée, dans l’Antiquité, aux traités techniques exposant des disciplines comme la grammaire ou la rhétorique. Appliquer ce terme au domaine de la séduction montre déjà que l’œuvre se veut une parodie de la poésie didactique conventionnelle, comme celle de Lucrèce et de Virgile. Pour les Anciens, le titre Ars amatoria constitue une antilogie, à cause de l’incompatibilité qui existe entre les deux termes. En effet, les œuvres philosophiques et poétiques grecques, notamment celles d’Empédocle, de Platon et des Élégiaques grecs, tout comme ce qui s’exprimait pas la vie religieuse et la mythologie, montrent une conception de l’amour qui soit un principe métaphysique, une force surnaturelle ou un don divin ; cela ne permet pas d’envisager que l’amour ait pu être considéré par les Anciens comme un savoir-faire susceptible d’être appris ou enseigné et, de ce fait, l’amour appartient plutôt au donné qu’à l’acquis.
Pour Patricia Watson, les recettes de produits cosmétiques contenues dans les Medicamina faciei femineae étaient efficaces et probablement connues des femmes; plus encore, peut-être certaines d’entre elles avaient-elles déjà été essayées. Il serait dès lors plus plausible de croire que la motivation d’Ovide était moins le désir d’aider les femmes ignorantes que le défi poétique que représentait la rédaction d’un poème didactique sur ce sujet : Ovide écrit pour un lectorat plus vaste que celui qu’il semble délimiter dans son poème (les ignorants des choses de l’amour dans l’Ars Amatoria; les amoureux souhaitant mettre fin à une relation dans les Remedia Amoris; les femmes voulant avoir des recettes de produit de beauté dans les Medicamina faciei femineae), un public qui pourrait apprécier non seulement ses efforts pour élever de tels sujets à la poésie didactique, mais aussi l’innovation d’écrire une poésie élégiaque qui se veut une parodie de la poésie didactique sérieuse. Il devient donc difficile, voire impossible, de classer l’Ars Amatoria, les Remedia Amoris et les Medicamina faciei femineae dans un seul genre. Si ces œuvres correspondent aux critères de la poésie didactique, elles montrent aussi une volonté de diversifier la poésie élégiaque : on peut donc dire que ces trois œuvres sont des élégies didactiques qui se caractérisent par l’utilisation de la même métrique, le distique élégiaque, l’adaptation de thèmes amoureux au didactisme ainsi qu’une constante tension entre des sujets et des formes frivoles (l’élégie) et sérieux (la poésie didactique).